# Municipio La Floresta
El Municipio La Floresta es uno de los municipios del departamento de Canelones, Uruguay. Tiene como sede la ciudad homónima.

## Ubicación
El municipio se encuentra localizado en la zona sureste del departamento de Canelones, ente los arroyos Solís Chico y Solís Grande, y al sur de la ruta Interbalnearia. Limita al sur con el Río de la Plata, al norte con el municipio de Soca, al oeste con el de Parque del Plata y al este con el de Solís Grande (departamento de Maldonado).

## Características
El municipio fue creado por ley 18.653 del 15 de marzo de 2010, y forma parte del departamento de Canelones. Su territorio comprende a los distritos electorales CLB y CLC de ese departamento. 
La principal actividad del municipio es la turística, por estar conformado por una cadena de balnearios sobre el Río de la Plata.
Su superficie es de 65.5 km².
Las localidades censales que lo integran, sumaban una población de 17.315 habitantes en 2023.

## Localidades
Forman parte del municipio las siguientes localidades, ordenadas de oeste a este:
- Las Vegas
- La Floresta
- Estación La Floresta
- Costa Azul
- Bello Horizonte
- Guazuvirá
- San Luis
- Los Titanes
- La Tuna
- Araminda
- Santa Lucía del Este
- Biarritz
- Cuchilla Alta
- El Galeón
- Santa Ana
- Balneario Argentino
- Jaureguiberry

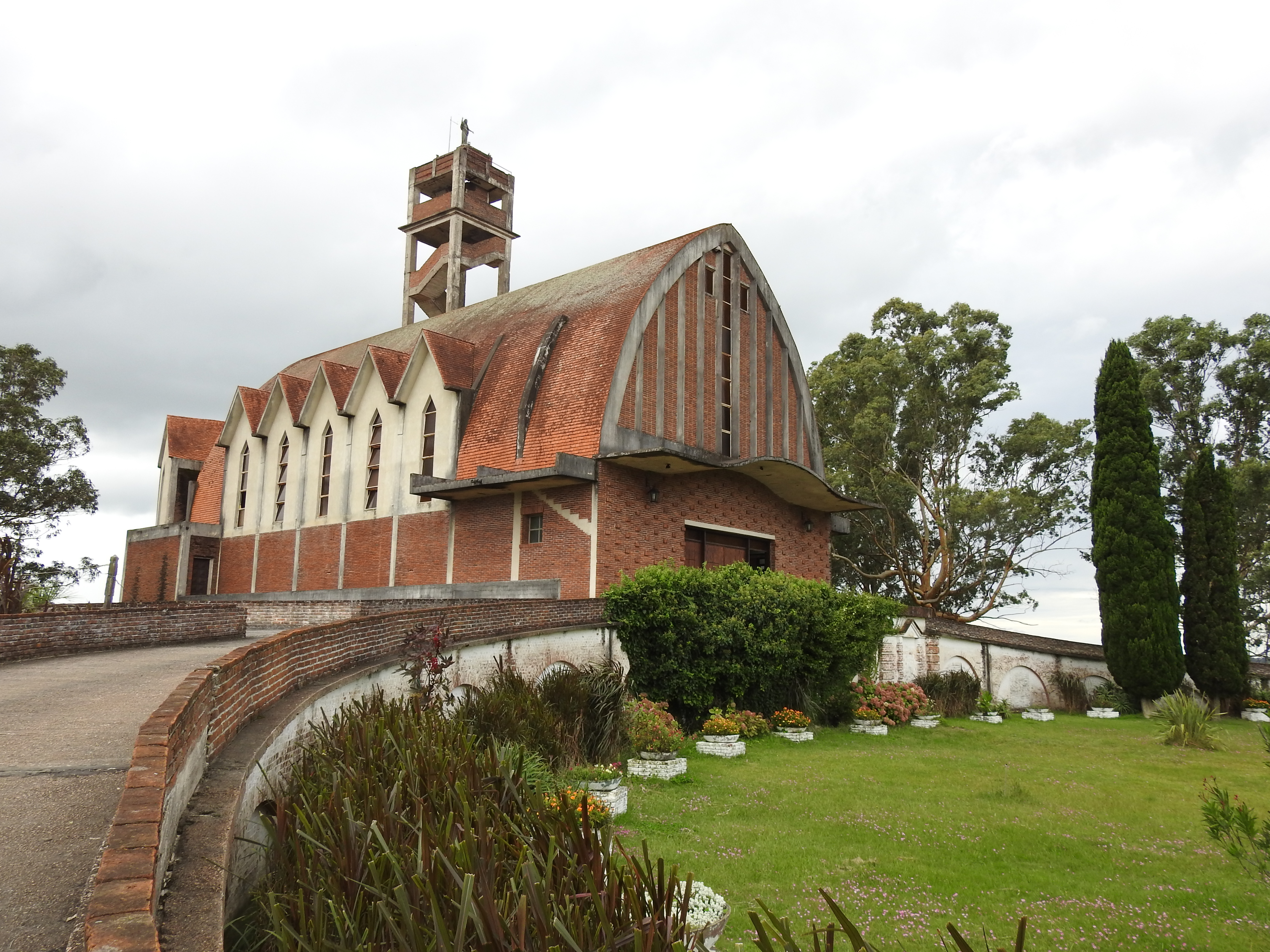
Santuario Virgen de las Flores, Estación La Floresta
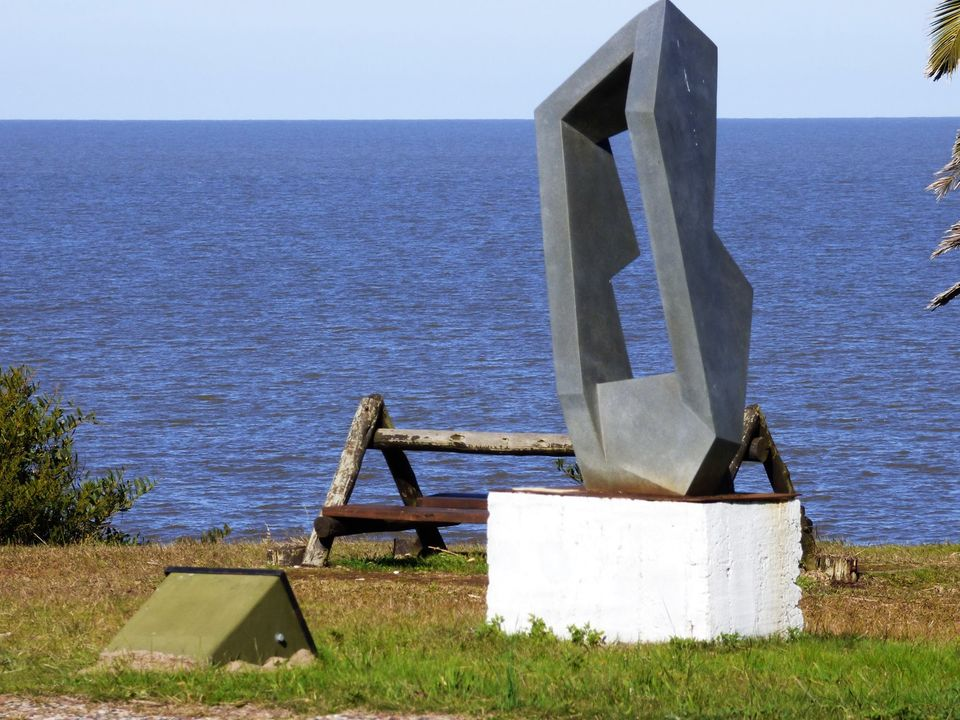
Esculturas en la rambla de La FLoresta
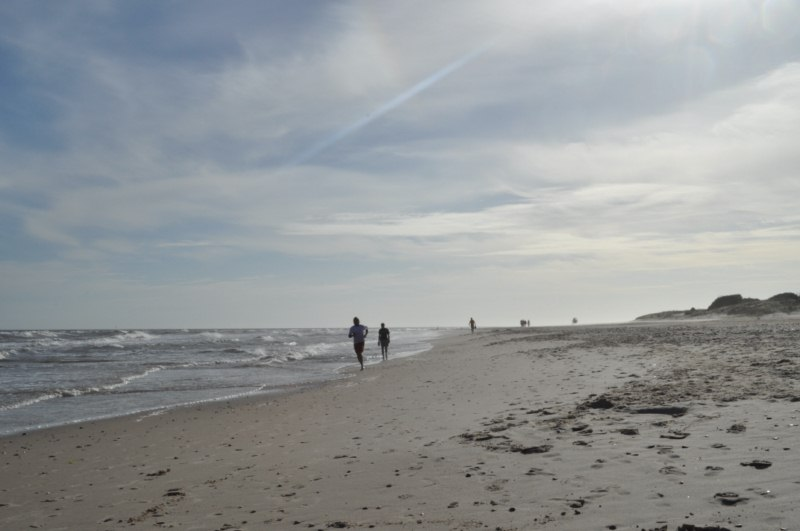
Playa de Bello Horizonte
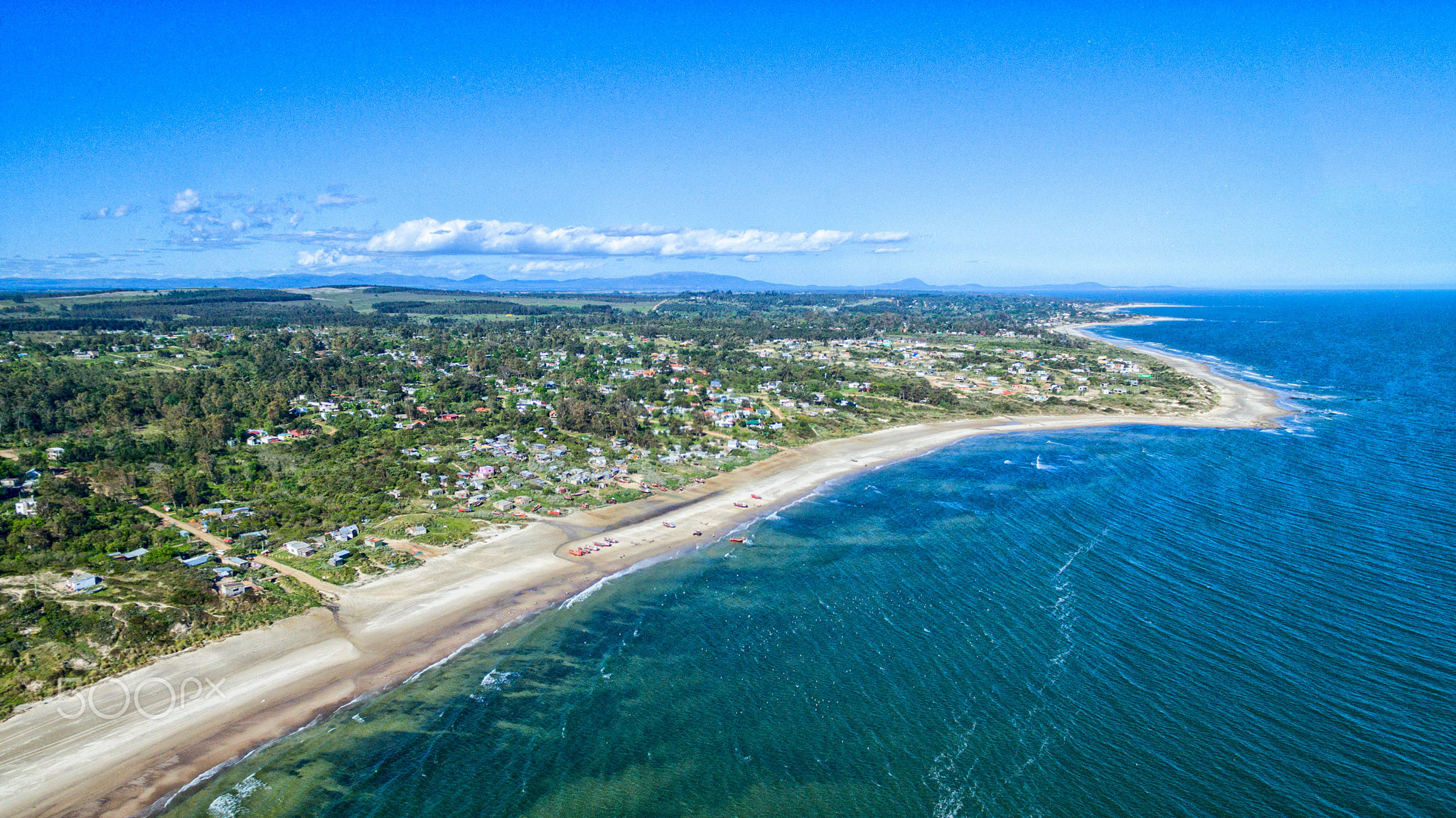
Playa San Luis
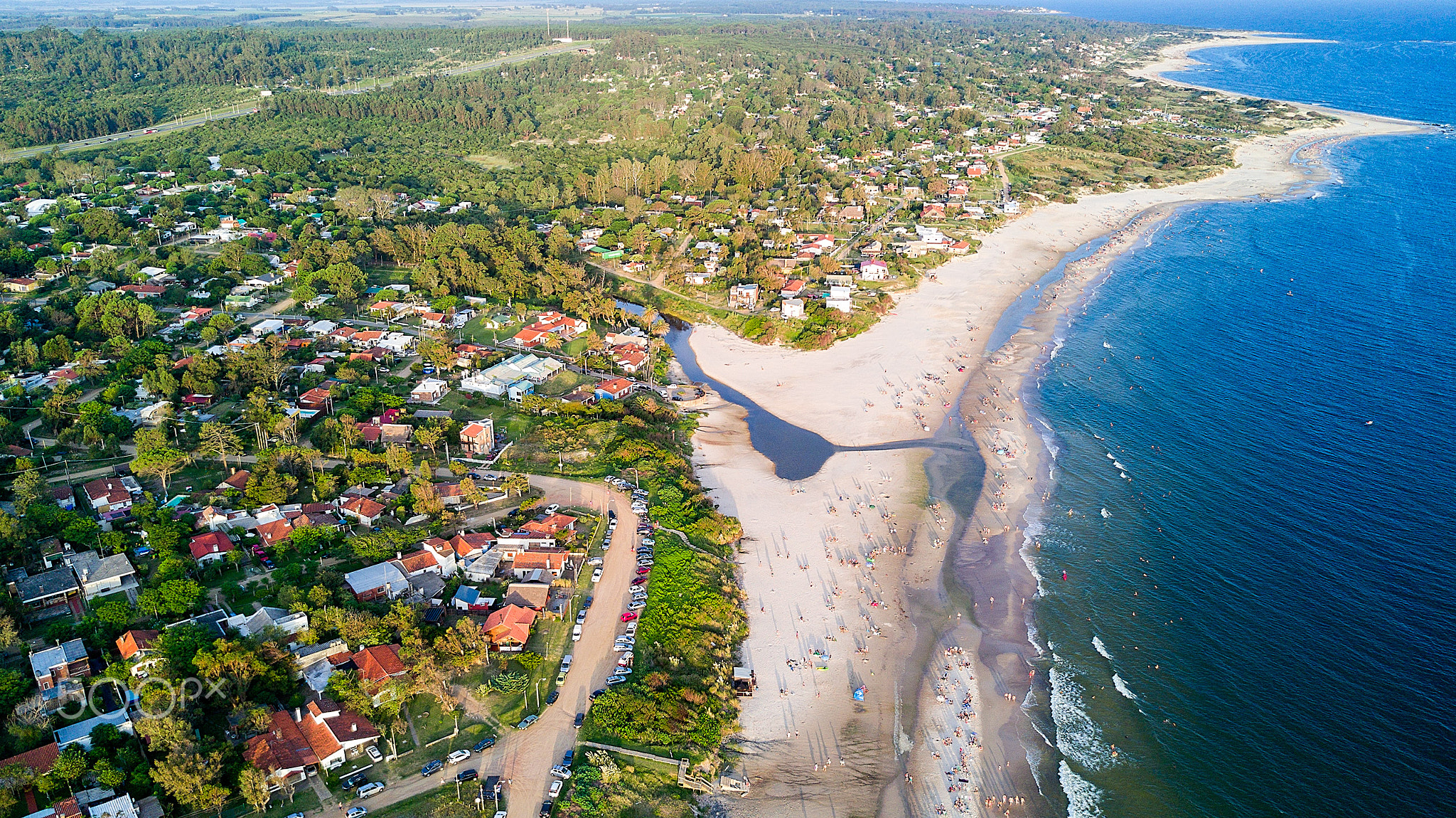
Los Titanes
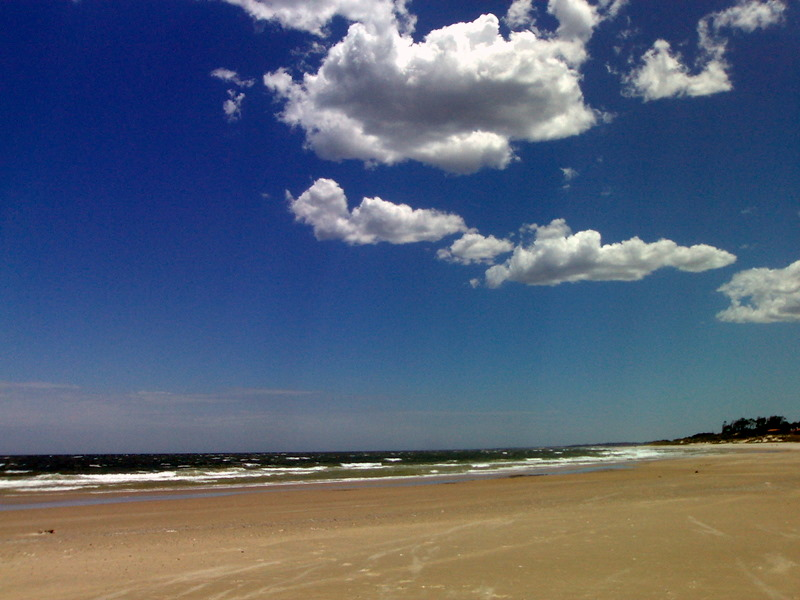
Araminda
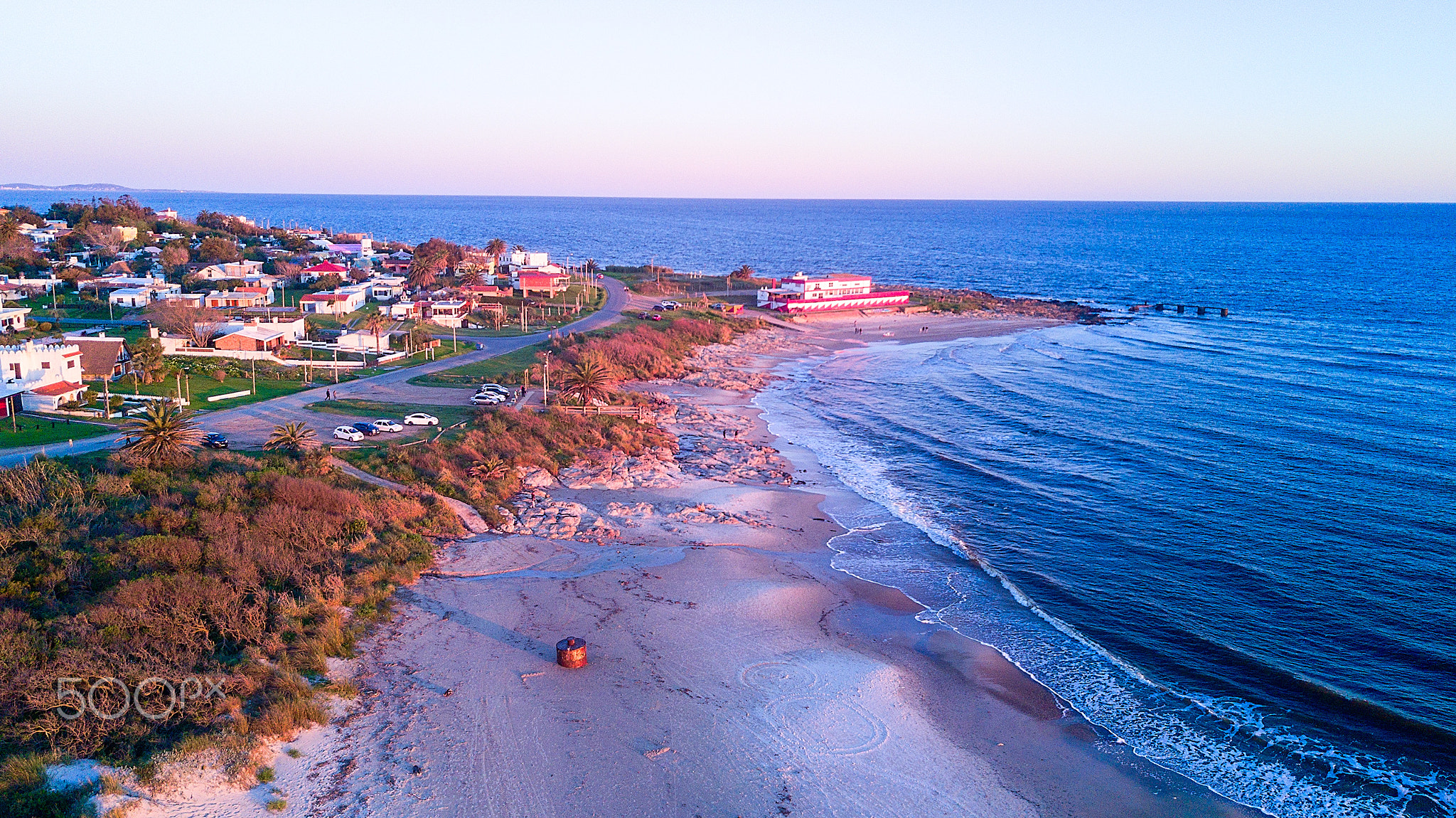
Cuchilla Alta
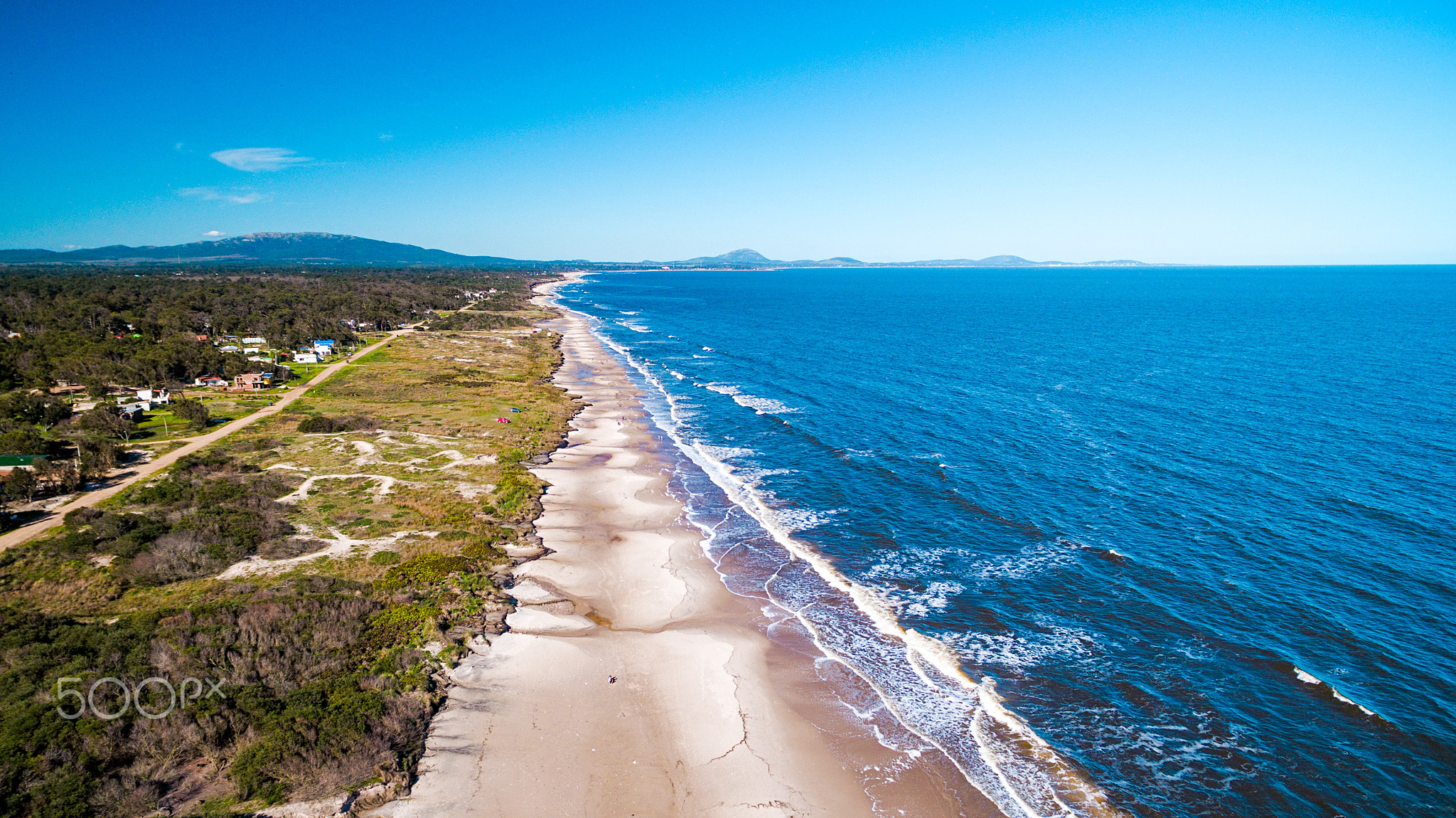
Santa Ana
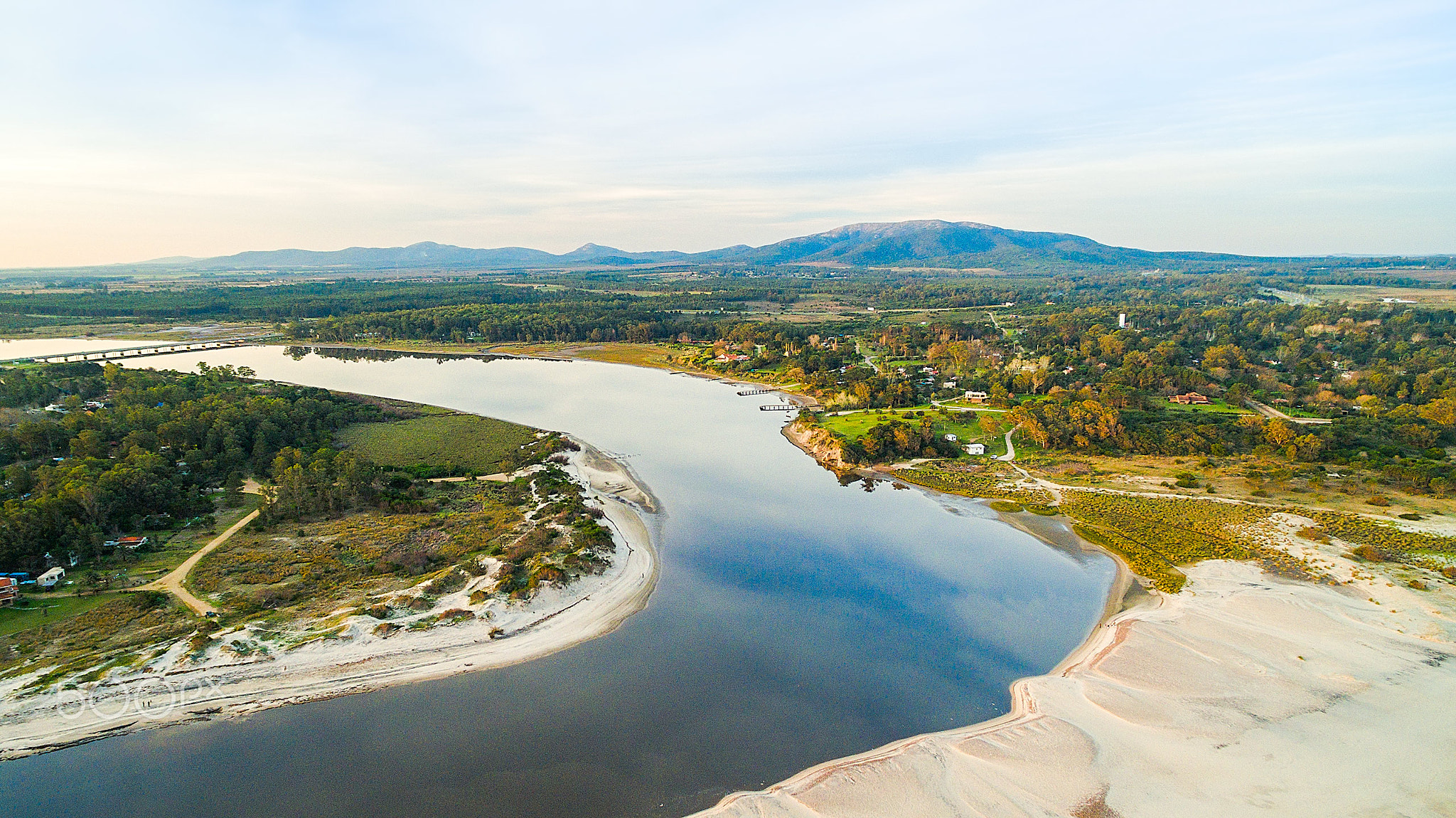
Jaureguiberry

## Autoridades
Las autoridades del municipio son el alcalde y cuatro concejales.
Alcaldes según período:
| Nº            | Alcalde                  | Partido          | Inicio del mandato      | Fin del mandato         | Observaciones                                | Concejales                                                                          |
| ------------- | ------------------------ | ---------------- | ----------------------- | ----------------------- | -------------------------------------------- | ----------------------------------------------------------------------------------- |
| 1er Alcaldesa | Isabel Huelmo            | Frente Amplio FA | 2010                    | julio de 2015           | Alcaldesa elegida                            |                                                                                     |
| 2da Alcaldesa | Ivon Lorenzo             | Frente Amplio FA | julio de 2015           | 26 de noviembre de 2020 | Alcaldesa elegida                            | Miguel Álvarez (FA) Gerardo Azambuya (FA) Fabián Colombo (PN) Miguel Arakelian (PN) |
| 3er Alcalde   | Duilio Nestor Erramouspe | Frente Amplio FA | 27 de noviembre de 2020 | 27 de octubre de 2022   | Alcalde elegido                              | Lorena Biselli (FA) María Lorenzo (FA) Vicente Amicone (PN) Cecilia Pereyra (PN)    |
| 4ta Alcaldesa | Nancy Poli               | Frente Amplio FA | 27 de octubre de 2022   | 2025                    | Alcalde/sa por renuncia del alcalde titular. | Lorena Biselli (FA) María Lorenzo (FA) Vicente Amicone (PN) Cecilia Pereyra (PN)    |